# Miglitol
Miglitol ist ein Arzneistoff, der zur medikamentösen Behandlung eines nicht-insulinabhängigen Diabetes mellitus (Typ-2-Diabetes) als Monotherapeutikum oder in Verbindung mit Sulfonylharnstoffen angewendet wurde. Es zählt somit zu den oralen Antidiabetika. Seit Oktober 2015 ist Miglitol aufgrund der mäßigen Wirksamkeit in klinischen Studien in Deutschland außer Handel.

## Pharmakologie

### Wirkmechanismus
Miglitol hemmt im Darm das Enzym α-Glucosidase. Dadurch wird in Abhängigkeit von der Dosis der Abbau von Polysacchariden in Einfachzucker verzögert, und nach einer Mahlzeit steigt der Blutzucker nicht so schnell an. Die Aufnahme von Glucose aus dem Dünndarm wird dabei nicht beeinflusst. Miglitol wirkt ausschließlich im Darm.

### Pharmakokinetik
Der Anteil des Wirkstoffes, der nach oraler Einnahme in der Blutbahn erscheint, ist dosisabhängig. Bis 25 mg Miglitol werden nahezu vollständig in die Blutbahn aufgenommen, 50 mg zu 90 %, 100 mg nur noch zu 60 %. Der Wirkstoff verteilt sich überwiegend im Extrazellulärraum. Weniger als 4 % binden an Plasmaproteine. Die Ausscheidung erfolgt unverändert und fast vollständig über die Nieren, lediglich zu weniger als 1 % über die Galle. Die Halbwertzeit beträgt bei gesunden Probanden zwischen zwei und drei Stunden.

## Nebenwirkungen
Miglitol alleine kann keine Unterzuckerung auslösen, jedoch die blutzuckersenkende Wirkung von Insulin und Sulfonylharnstoffen verstärken.
Da Miglitol den Abbau von Kohlenhydraten verzögert, können diese vermehrt unverdaut in den Dickdarm gelangen und sehr häufig Beschwerden in Form von Blähungen, Durchfall, Bauchschmerzen, häufig auch Übelkeit und Verstopfung (Dyspepsie) verursachen.

## Gegenanzeigen
Die schwere Niereninsuffizienz ist eine Kontraindikation.

## Handelsnamen
Monopräparate

Diastabol (A, D, CH, EU), Glyset (USA)